# Klosterholz

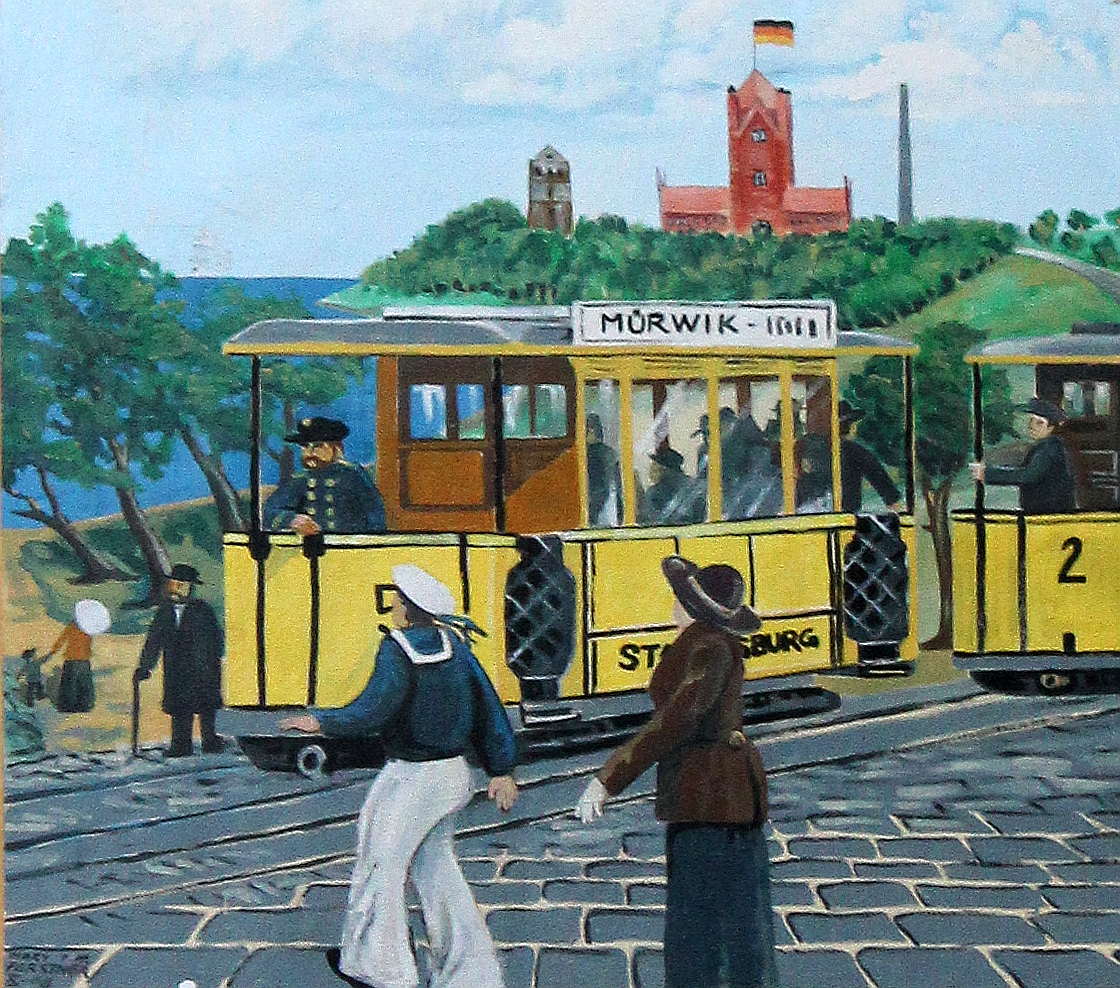
Wandgemälde an der Seewarte zeigt das Leben bei Klosterholz Anfang des 20. Jahrhunderts mit der Marineschule Mürwik im Hintergrund und der Flensburger Straßenbahn im Vordergrund. Das Bild entstand nach Vorstellungen eines modernen Künstlers und ist daher nicht fotografisch genau.

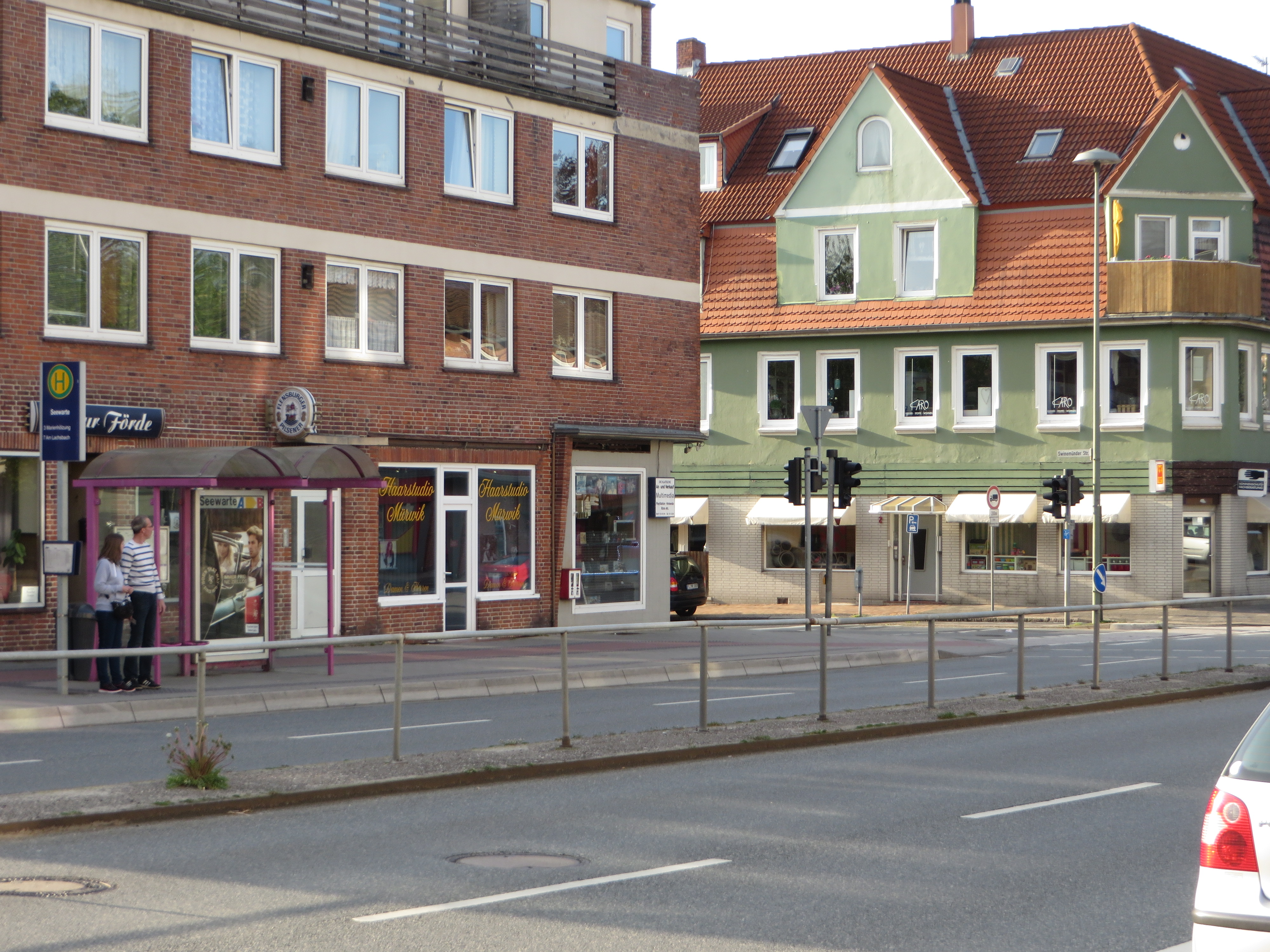
Direkt neben dem ungefähr 1912 errichteten Eckhaus stand bis ungefähr 1925 die Reetdachkate Parkstraße Nr. 4 (Foto 2015)

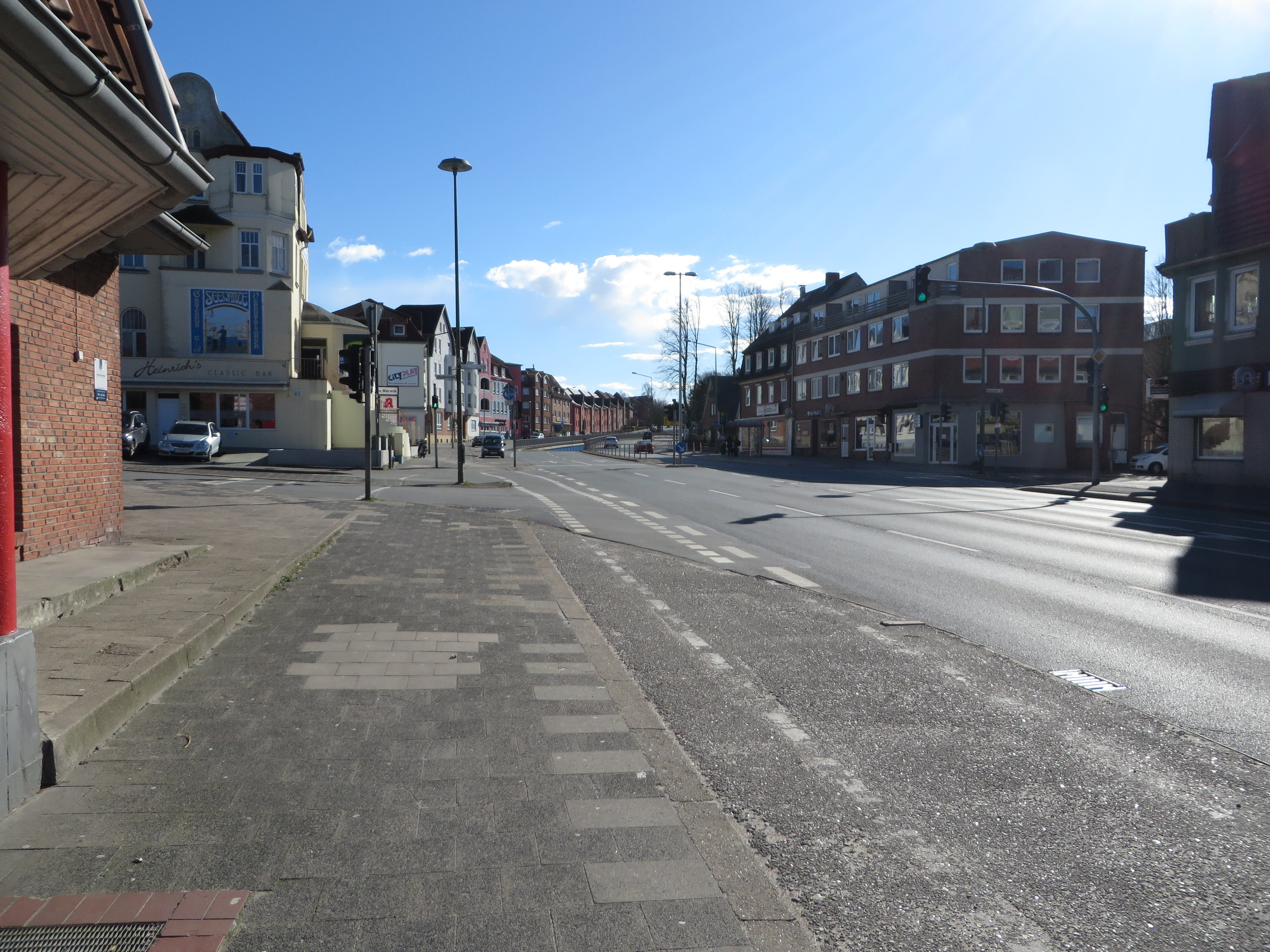
Der Kreuzungsbereich der ehemaligen Katensiedlung mit der Seewarte im Jahr 2015

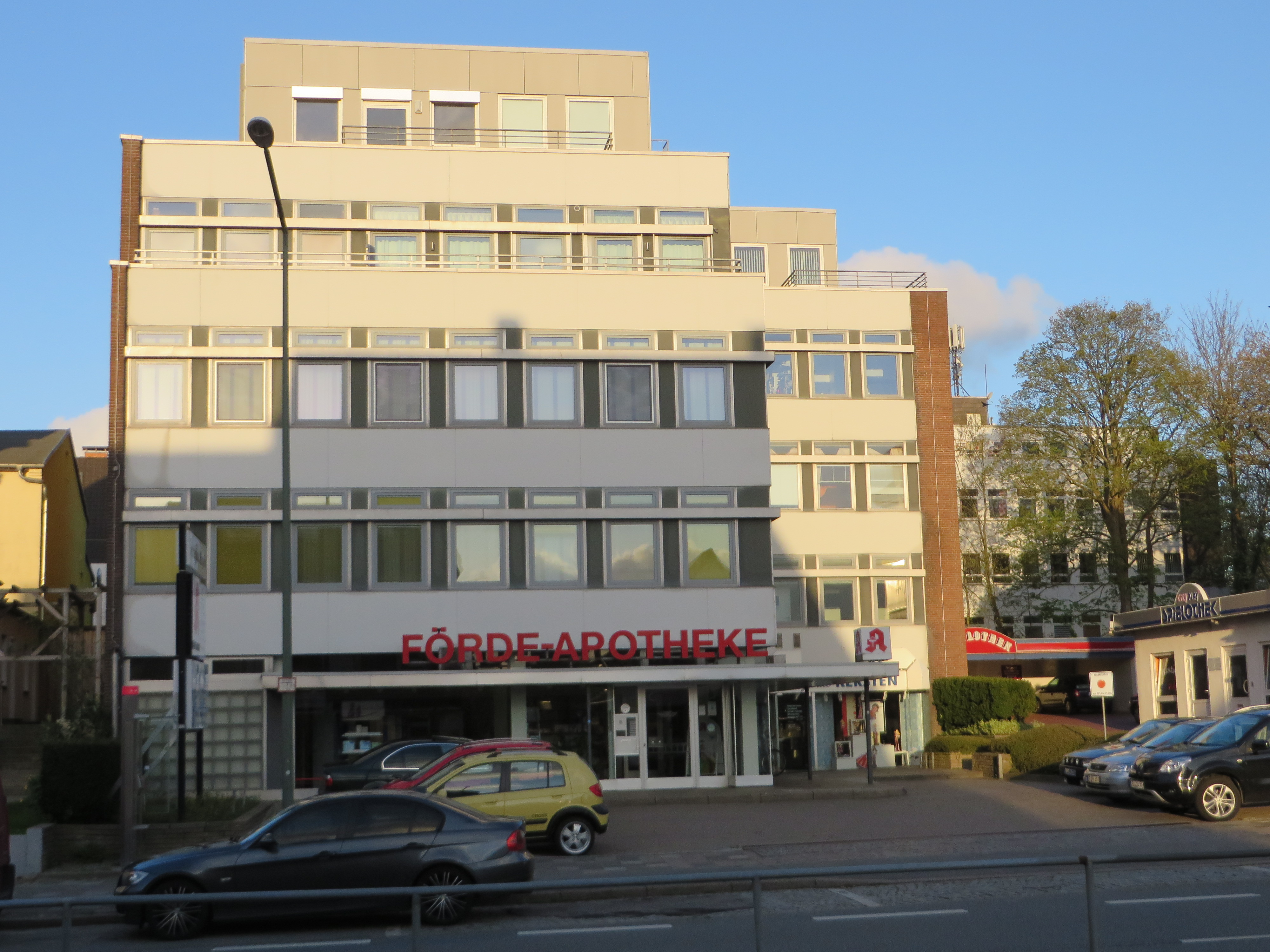
Das moderne Ärztehaus Mürwiker Straße 162 mit der Förde-Apotheke (Foto 2015).

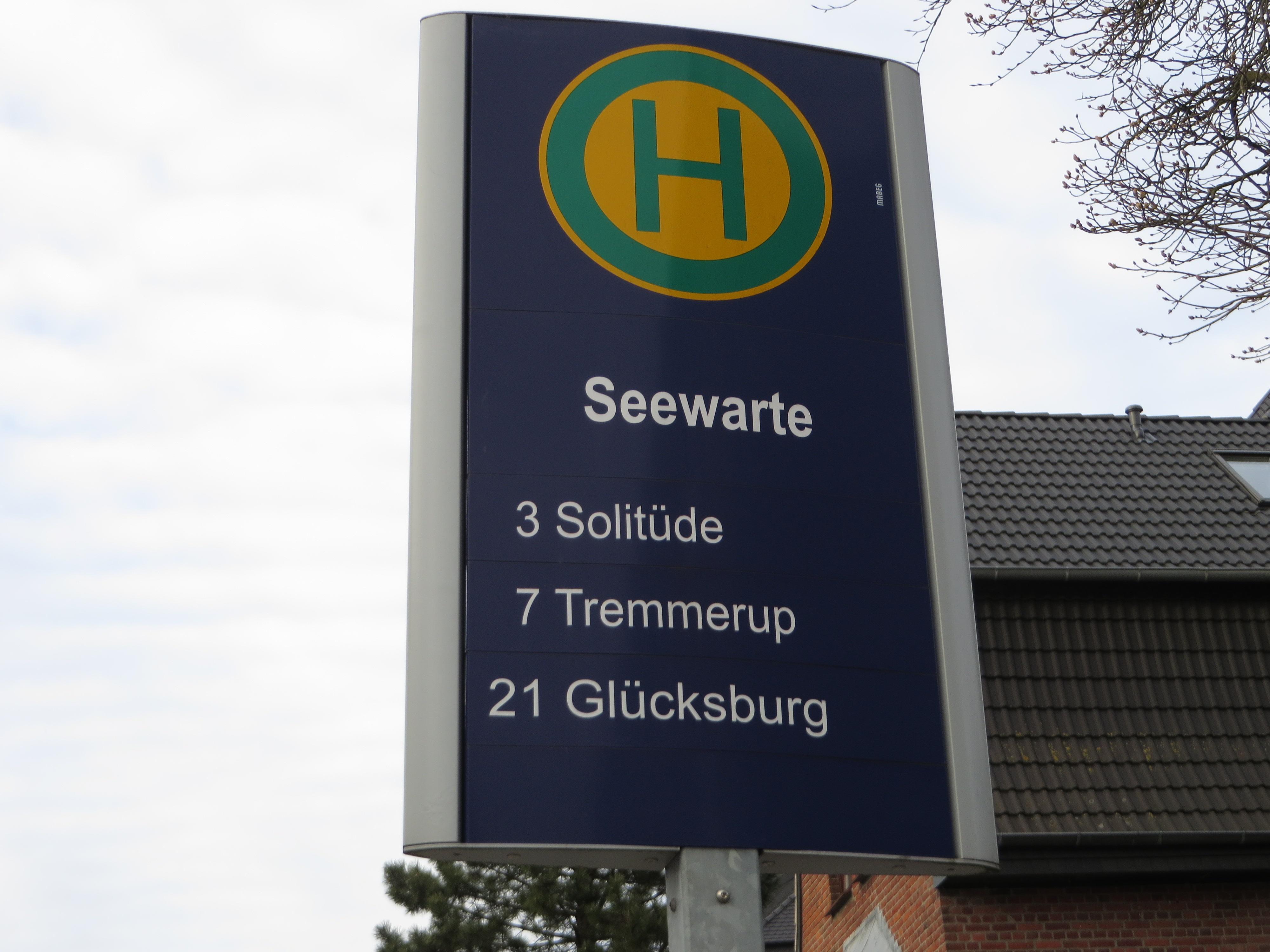
Bushaltestellenschild Seewarte für die Buslinien nach Solitüde, Tremmerup und Glücksburg

Klosterholz (dänisch: Klosterskov) ist eine ehemalige Katensiedlung Flensburg-Mürwiks, die sich Anfang des 20. Jahrhunderts im Kreuzungsbereich der Mürwiker Straße mit der Blücherstraße und Swinemünder Straße zum alten Zentrum von Mürwik entwickelte.
Noch heute befinden sich an der Kreuzung der Ortschaft mehrere kleine Geschäfte sowie die Seewarte, ein Gebäudekomplex mit namensgleichen Hotel. Bei Positionsbeschreibungen wird häufig auf die Seewarte Bezug genommen. So befindet sich insbesondere umgangssprachlich etwas „bei der Seewarte“. Die dortigen Bushaltestellen tragen ebenfalls den Namen Seewarte und nicht Klosterholz.

## Geschichte
Klosterholz ist seit dem Jahr 1590 belegt. Es war ursprünglich im Besitz des Flensburger Klosters, was sich im Namen widerspiegelt. Der zweite Bestandteil des Namens „Holz“ verweist unschwer erkennbar, wie auch beim nahegelegenen Twedter Holz auf ein Gehölz. Noch Anfang des 18. Jahrhunderts befand sich Klosterholz offenbar im Besitz des Klosters. Später gehörte Klosterholz zum Freihof Mürwik. Schon auf Flensburger Stadtkarten vom Ende des 18. Jahrhunderts wurde Klosterholz eingezeichnet und explizit genannt. Die ursprünglich kleine Siedlung bestand noch um 1841 aus ungefähr vier Katen. Im letzten Viertel des 19. Jahrhunderts wurde am Rande der Ortschaft Klosterholz und zugleich nahe dem Mürwiker Park das Parkhotel errichtet (Swinemünder Straße 11).
Anfang des 20. Jahrhunderts siedelte sich die Kaiserliche Marine an der Flensburger Förde in Mürwik an. Es begann eine Zeit reger Bautätigkeit. 1906 wurde bei Klosterholz das Hotel Seewarte errichtet. Bald darauf im Jahr 1910 wurde 700 Meter (Luftlinie) nördlich von Klosterholz die am Wasser gelegene Marineschule Mürwik fertiggestellt. Im selben Jahre wurde auch die bei Klosterholz gelegene Kaiserliche Post fertiggestellt. Am 1. April 1910 wurden Fruerlund, Twedt, Twedter Holz und Engelsby von Flensburg eingemeindet. Klosterholz war als Teil von Mürwik ebenfalls betroffen. Das besagte ursprüngliche Mürwik war wesentlich kleiner als der heutige Stadtteil und gehörte damals noch zu Fruerlund. 1911 erhielt der Weg der ehemals zum Freihof führte den Namen Parkstraße (heute: Swinemünder Straße). 1911/12 wurde sodann die Kaiser-Wilhelm-Straße (heute: Mürwiker Straße) gebaut. Die Straße verband Klosterholz sowie Mürwik mit der Stadt und führte weiter zur Marineschule. 1913 bestand Klosterholz aus mehr als zehn Gebäuden. Bei Klosterholz wurden nahezu zeitgleich zum Bau der neuen Straße die ersten städtisch anmutenden mehrgeschossigen Wohn- und Geschäftshäuser Mürwiks errichtet. So entstand innerhalb kürzester Zeit das Zentrum des neuen von der Marine geprägten Stadtteils Mürwik. Während des Ersten Weltkrieges geriet die Bautätigkeit zeitweilig ins Stocken.
Langsam verschwand mit der Neubebauung das alte Klosterholz. Die letzten alten Häuser verschwanden wohl in den 1920er Jahren. Im selben Jahrzehnt begann auch die Bebauung des ursprünglichen Verbindungsweges von Klosterholz nach Osbek. Zeitgleich mit seiner Bebauung erhielt dieser Weg den Namen Klosterholzweg. 1924 wurde bei Klosterholz das erste Ladenlokal der „Bäckerei Hansen Mürwik GmbH“ eröffnet. Kurz vor dem Ausbruch des Zweiten Weltkrieges wurde das Parkhotel geschlossen. Beim Luftangriff vom 27. Oktober 1942 mit drei Mosquito-Bombern auf die Stadt wurden im Bereich von Klosterholz achtunddreißig Gebäude beschädigt. Vollständig zerstört wurde das Wohnhaus der Familie Engel in der Parkstraße 9.
Nach dem Krieg wurde die Swinemünder Straße in Parkstraße umbenannt und die Kaiser-Wilhelm-Straße in Mürwiker Straße. Der Verbindungsweg zwischen Klosterholz und Osbek blieb unter dem Namen Klosterholzweg erhalten. Auch der alte Verbindungsweg zum Dorf Engelsby, bestehend aus der Blücherstraße und dem Engelsbyer Weg, blieb erhalten, wurde aber ungefähr in den 1980er Jahren am Ende der Blücherstraße für Autos unpassierbar gemacht. In den 1960er Jahren entstand 1,3 Kilometer weiter nördlich entfernt das neue Zentrum des Stadtteils, der Twedter Plack.

## Heutige Geschäfte
Von 1940 bis zum Ende der 1970er Jahre befand sich beim Hotel Seewarte ein Kino, namens Mürwiker Park-Lichtspiele, das zumeist verkürzt Pali genannt wurde. In dem Kinosaal befand sich anschließend über viele Jahre ein Supermarkt der Kette Netto Marken-Discount. Seit 2013 befindet sich im ehemaligen Kinosaal das polnische Spezialitätengeschäft Marek, das zuvor in einer unteren Etage der Seewarte zu finden war. Das Geschäft soll das einzige seiner Art zwischen Kopenhagen und Kiel sein, weshalb die Kunden aus ganz Jütland sowie Südschleswig heranreisen. Inhaber Marek Borowski bietet seinen Kunden insbesondere polnische Fleischwaren, Wurstwaren, Obst, Gemüse, Käse- und Milchprodukte, aber auch polnische Kosmetikartikel an. Neben polnischen Waren sind aber dennoch auch einige deutsche Markenprodukte im Sortiment zu finden. Auch das Hotel Seewarte, das mittlerweile wohl das älteste Hotel der Stadt sein dürfte, existiert weiterhin. Neben dem Hotel befindet sich seit vielen Jahrzehnten das modern gebaute Ärztehaus Mürwiker Straße 162 mit der Förde-Apotheke.
Die erste Filiale des Bäcker Hansens befindet sich noch heute in der Mürwiker Str. 161. Die Bäckerei Hansen Mürwik besitzt heute, neben dem Stammhaus in Mürwik, zahlreiche weitere Ladengeschäfte die über die ganze Stadt verteilt sind, beispielsweise beim ZOB oder auch beim Holm, nahe dem Thingplatz. In der Blücherstraße Nr. 1, wo sich bis Anfang der 1980er Jahre noch ein Supermarkt von Kaiser’s Tengelmann befand, befindet sich heute die Spielstätte Beer und Speeldeel. Des Weiteren befindet sich seit über zwanzig Jahren die Gastwirtschaft Bärlinchen an der Ecke Swinemünder Straße 2.